# セックス・アンド・ザ・シティ
『セックス・アンド・ザ・シティ』（Sex and the City、SATCまたはS&TC）は、アメリカの連続テレビドラマ。1998年から2004年にかけて、ケーブルテレビ局HBOで放送された。全6シーズン。

## 概要
ニューヨークのセックス・リポートを取材した女性ライター、キャンディス・ブシュネルが週刊紙『ニューヨーク・オブザーバー』に連載していた、赤裸々なコラム『セックスとニューヨーク』が原作。原作の原題はドラマと同じSex and the Cityである。監督・脚本・製作は、マイケル・パトリック・キングが務め、脚本は原作と比べ大きく異なっており、知的なユーモアを交えるなど、エンターテインメントに徹している。
ニューヨークに住む30代独身女性4人の生活をコミカルに描く。放送開始直後から爆発的な大ヒットとなり、世界中にHBOの名を知らしめることとなった。50回以上にも及びエミー賞にノミネートされ、7回受賞している。ゴールデングローブ賞でも24回ノミネートされ、8回受賞している。その人気は社会現象となり、放送終了後も世界中で幾度となく再放送される、関連グッズが発売されるなど根強いファンを持つ。
2008年にはドラマの続編となる映画『セックス・アンド・ザ・シティ』が劇場公開され、2010年には『セックス・アンド・ザ・シティ2』が公開された。なお、映画版も、同ドラマ同様、マイケル・パトリック・キングが、監督・脚本・製作を務めた。
その後、さらなる続編映画の制作も発表され、脚本まで完成していたが、主要キャストの一人キム・キャトラルの意向で制作中止となった。
2021年1月、定額制動画配信サービス「HBO Max」にて、50代を迎えたオリジナルキャスト3人を描く新作ドラマ『AND JUST LIKE THAT... / セックス・アンド・ザ・シティ新章』の独占配信が開始され、2025年6月時点でシーズン3まで配信が行われている。日本ではU-NEXTで独占配信されている。

## 登場人物

### 主要人物
キャリー・ブラッドショー
演：サラ・ジェシカ・パーカー、吹替：永島由子
本作の主人公・語り手。現地の新聞「ニューヨークスター」紙（架空）に『SEX and the CITY』というコラムを連載するコラムニスト。コラムには自分の恋愛ネタから友人のセックスネタまで満載。ファッションと靴をこよなく愛し、特にマノロ・ブラニクの靴に目がない。自称恋愛至上主義。ヘビースモーカー。その後禁煙。左利き。原作のキャンディス・ブシュネルは、キャリーは自分の分身と語った。
シャーロット・ヨーク
演：クリスティン・デイヴィス、吹替：松谷彼哉
アート・ギャラリーのディーラー。純愛主義でお嬢様。結婚願望が強い。
ミランダ・ホッブス
演：シンシア・ニクソン、吹替：渡辺美佐
ハーバード大学出身の弁護士。かなりの毒舌であり、常に男性と対等の関係を望んでいる。キャリーの良き相談相手で、彼女が行き詰まると電話で呼び出され、必ず駆けつける。
サマンサ・ジョーンズ
演：キム・キャトラル、吹替：勝生真沙子
PR会社の社長。4人の中で最も自由で最もセックスに積極的。あまりにきわどい話に、他の3人がついていけないことがしばしば。他の3人より少し年上。続編である「And Just Like That...」シリーズには登場しないが、第2シーズンの最終回で特別出演を果たした。

### キャリーの関係者
ミスター・ビッグ
演：クリス・ノース、吹替：中田譲治
「次のドナルド・トランプと目される大物」と呼ばれている実業家。キャリーと不思議な縁があり、くっついては離れるを繰り返す。キャリーにとっては憧れの大きな存在だが、キャリーにどこまで心を開いているのか分からない。最終話ではキャリーの携帯の表示名によって"John"と本名が明かされており、その後の映画で"John James Preston"とフルネームが明らかになっている。
エイダン・ショウ
演：ジョン・コーベット、吹替：安井邦彦
家具デザイナーでショップ経営者。男性的な外見と誠実で献身的な内面を持ち合わせる。嫌煙家。
ジャック・バーガー
演：ロン・リビングストン、吹替：草尾毅
キャリーと同じくライター。頭の回転が早くユーモアに富んでいる。お互いライターであるが故に、時々仲違いをすることがしばしば。
アレクサンドル・ペトロフスキー
演：ミハイル・バリシニコフ、吹替：菅生隆之
世界的に有名なロシア人芸術家。リッチでロマンチストだが、芸術家らしく変わり者の一面も。離婚した妻との間に娘がいる。
スタンフォード・ブラッチ
演：ウィリー・ガーソン、吹替：岩崎ひろし
タレントエージェンシー経営。キャリーの幼なじみの大親友、同性愛者。恋愛に対する情熱を持ち合わせた、キャリーの良き相談相手。

### シャーロットの関係者
トレイ・マクドゥガル
演：カイル・マクラクラン、吹替：根本泰彦
シャーロットの前に突然現われる心臓外科医。マクドゥガル家と言う名家の息子で、シャーロットにとっては白馬に乗った王子様的な男性。
ハリー・ゴールデンブラット
演：エヴァン・ハンドラー、吹替：朝倉栄介
シャーロットが雇った弁護士。ユダヤ教徒。おおらかで不器用な性格。シャーロットの好みとは全く正反対の容姿の男性。背中に毛が生えているがスキンヘッド。
アンソニー・マレンチノ
演：マリオ・カントーネ、吹替：中村伸一
スタイリスト。シャーロットの親友、同性愛者。ウェディングコーディネイトのエキスパート。

### ミランダの関係者
スティーブ・ブレディ
演：デビッド・エイゲンバーグ、吹替：中尾隆聖
雇われバーテンダー。優しくて思いやりがあり温かい人間性。そのいつも穏やかなところと楽観主義な一面が、よくミランダとの衝突を生む。

### サマンサの関係者
リチャード・ライト
演：ジェームズ・レマー、吹替：有本欽隆
サマンサのクライアントであるホテル経営者。セックスに対し奔放な点で、恋愛の価値観がサマンサと似ている。
スミス・ジェロット
演：ジェイソン・ルイス、吹替：三木眞一郎
サマンサがナンパしたワイルドでホットなウェイター。本当の素顔は役者を志す劇団員。清純で恋愛の価値観がサマンサと正反対。

## スタッフ
- 製作総指揮 - マイケル・パトリック・キング、ダレン・スター、サラ・ジェシカ・パーカー
- 制作局 - HBO

## エピソードリスト

### シーズン1
| 各話 | 邦題                   | 原題                                | 放送日        |
| ---- | ---------------------- | ----------------------------------- | ------------- |
| 1    | NYセックス事情         | Sex and the City                    | 1998年6月6日  |
| 2    | モデルにハマる男たち   | Models and Mortals                  | 1998年6月6日  |
| 3    | シングルでなぜ悪い!?   | Bay of Married Pigs                 | 1998年6月21日 |
| 4    | 20代の男との情事       | Valley of the Twenty-Something Guys | 1998年6月28日 |
| 5    | 女の魅力こそが武器     | The Power of Female Sex             | 1998年7月5日  |
| 6    | 秘密の関係             | Secret Sex                          | 1998年7月12日 |
| 7    | 一夫一婦制の現実       | The Monogamists                     | 1998年7月19日 |
| 8    | 3人でエクスタシー      | Three's a Crowd                     | 1998年7月26日 |
| 9    | マンハッタンの結婚観   | The Turtle and the Hare             | 1998年8月2日  |
| 10   | 母親は究極のカルト     | The Baby Shower                     | 1998年8月9日  |
| 11   | 回数は恋のバロメーター | The Drought                         | 1998年8月16日 |
| 12   | 愛と信仰の新しいカタチ | Oh Come All Ye Faithful             | 1998年8月23日 |

### シーズン2
| 各話     | 邦題                     | 原題                                              | 放送日        |
| -------- | ------------------------ | ------------------------------------------------- | ------------- |
| 1（13）  | 女と男の別れのルール     | Take Me Out To The Ballgame                       | 1999年6月6日  |
| 2（14）  | 恋愛における禁句         | The Awful Truth                                   | 1999年6月13日 |
| 3（15）  | 男はみんな変わり者?      | The Freak Show                                    | 1999年6月20日 |
| 4（16）  | すばらしき独身貴族?      | They Shoot Single People, Don't They?             | 1999年6月27日 |
| 5（17）  | 恋愛で人生を取り戻す!    | Four Women and A Funeral                          | 1999年7月4日  |
| 6（18）  | 浮気の定義               | The Cheating Curve                                | 1999年7月11日 |
| 7（19）  | ひとめぼれで電撃結婚     | The Chicken Dance                                 | 1999年7月18日 |
| 8（20）  | 男と女のおとぎ話         | The Man, The Myth, The Viagra                     | 1999年7月25日 |
| 9（21）  | 女はそれを我慢できない   | Old Dogs, New Dicks                               | 1999年8月1日  |
| 10（22） | 愛は階級の差を超える?    | The Caste System                                  | 1999年8月8日  |
| 11（23） | 恋愛の進化形             | Evolution                                         | 1999年8月15日 |
| 12（24） | 男を求めるのは究極の痛み | La Douleur Exquise???                             | 1999年8月22日 |
| 13（25） | カケヒキは恋の必勝法?    | Games People Play                                 | 1999年8月29日 |
| 14（26） | 恋のパターンはくり返す   | The F★★★ Buddy                                    | 1999年9月5日  |
| 15（27） | 恋人のファミリー         | Shortcomings                                      | 1999年9月12日 |
| 16（28） | セックスの採点表         | Was it Good For You                               | 1999年9月19日 |
| 17（29） | 若い女の特権             | Twenty Something Girls and Twenty Something Women | 1999年9月26日 |
| 18（30） | 別れてもお友達?          | Ex and the City                                   | 1999年10月3日 |

### シーズン3
| 各話     | 邦題                               | 原題                              | 放送日         |
| -------- | ---------------------------------- | --------------------------------- | -------------- |
| 1（31）  | 自立した女と王子様                 | Where There's Smoke...            | 2000年6月4日   |
| 2（32）  | 恋の本音とタテマエ                 | Politically Erect                 | 2000年6月11日  |
| 3（33）  | 女の敵は女?                        | Attack of the Five Foot Ten Woman | 2000年6月18日  |
| 4（34）  | 性のジェネレーション･ギャップ      | Boy, Girl, Boy, Girl...           | 2000年6月25日  |
| 5（35）  | 恋のボーダーライン                 | No Ifs, Ands or Butts             | 2000年7月9日   |
| 6（36）  | セックスまでの距離（ディスタンス） | Are We Sluts?                     | 2000年7月16日  |
| 7（37）  | ドラマティックな恋がしたい!        | Drama Queens                      | 2000年7月23日  |
| 8（38）  | 恋愛のタイミング                   | the Big Time                      | 2000年7月30日  |
| 9（39）  | 右脳の恋 左脳の恋                  | Easy Come, Easy Go                | 2000年8月6日   |
| 10（40） | 全てを手に入れた女?                | All or Nothing                    | 2000年8月13日  |
| 11（41） | リスクの高い恋                     | Running with Scissors             | 2000年8月20日  |
| 12（42） | 恋愛における嘘                     | Don't Ask, Don't Tell             | 2000年8月27日  |
| 13（43） | 過去からのエスケープ               | Escape From New York              | 2000年9月10日  |
| 14（44） | やっぱり見た目が大事?              | Sex And Another City              | 2000年9月17日  |
| 15（45） | 「大人の女」の条件                 | Hot Child in the City             | 2000年9月24日  |
| 16（46） | 恋愛のエキスパート                 | Frenemies                         | 2000年10月1日  |
| 17（47） | 男と女のカルマ                     | What Goes Around Comes Around     | 2000年10月8日  |
| 18（48） | みんな私が悪いのか?                | Cock a Doodle Do!                 | 2000年10月15日 |

### シーズン4
| 各話     | 邦題                  | 原題                          | 放送日        |
| -------- | --------------------- | ----------------------------- | ------------- |
| 1（49）  | 独りぼっちのお姫様    | the Agony and the 'Ex'-tasy   | 2001年6月3日  |
| 2（50）  | 素顔のままで          | the Real Me                   | 2001年6月3日  |
| 3（51）  | 恋愛関係の測り方      | Defining Moments              | 2001年6月10日 |
| 4（52）  | セックスと恋愛の両立? | What's Sex Got to Do with It? | 2001年6月17日 |
| 5（53）  | 過去という名の亡霊    | Ghost Town                    | 2001年6月24日 |
| 6（54）  | 赤ちゃん注意報        | Baby, Talk Is Cheap           | 2001年7月1日  |
| 7（55）  | 女と男と罪と罰        | Time and Punishment           | 2001年7月8日  |
| 8（56）  | 私とマザーボード      | My Motherboard, My Self       | 2001年7月15日 |
| 9（57）  | 愛は妥協の産物        | Sex and the Country           | 2001年7月22日 |
| 10（58） | 男はタマのついた女?   | Belles of the Balls           | 2001年7月29日 |
| 11（59） | 女たちの交差点        | Coulda, Woulda, Shoulda       | 2001年8月5日  |
| 12（60） | 結婚は正しい選択?     | Just Say Yes                  | 2001年8月12日 |
| 13（61） | 愛と闘いの日々        | the Good Fight                | 2002年1月6日  |
| 14（62） | 恋愛のオモテとウラ    | All That Glitters             | 2002年1月13日 |
| 15（63） | 幸福と拘束の約束      | Change of a Dress             | 2002年1月20日 |
| 16（64） | 独身女の査定価格      | Ring a Ding Ding              | 2002年1月27日 |
| 17（65） | 「VOGUE」なアイデア   | a Vogue Idea                  | 2002年2月3日  |
| 18（66） | 我が心のNY            | I Heart NY                    | 2002年2月10日 |

### シーズン5
| 各話    | 邦題                               | 原題                             | 放送日        |
| ------- | ---------------------------------- | -------------------------------- | ------------- |
| 1（67） | 恋人はNY                           | Anchors Away                     | 2002年7月21日 |
| 2（68） | 愛こそすべて                       | Unoriginal Sin                   | 2002年7月28日 |
| 3（69） | 恋愛に勝つ確率                     | Luck Be an Old Lady              | 2002年8月4日  |
| 4（70） | 魅惑のカバーガール                 | Cover Girl                       | 2002年8月11日 |
| 5（71） | 「プラスワン」は孤独のコードネーム | Plus One is the Loneliest Number | 2002年8月18日 |
| 6（72） | 恋愛に関する悪いウワサ             | Critical Condition               | 2002年8月25日 |
| 7（73） | 「ビッグ」ジャーニー               | the Big Journey                  | 2002年9月1日  |
| 8（74） | 新たな恋の予感                     | I Love a Charade                 | 2002年9月8日  |

### シーズン6
| 各話     | 邦題                       | 原題                                  | 放送日        |
| -------- | -------------------------- | ------------------------------------- | ------------- |
| 1（75）  | ファーストデートの心得     | To Market, To Market                  | 2003年6月22日 |
| 2（76）  | セックスの相性             | Great Sexpectations                   | 2003年6月29日 |
| 3（77）  | 男と女の「EX-ファイル」    | The Perfect Present                   | 2003年7月6日  |
| 4（78）  | えくぼもあばた             | Pick-a-Little, Taik-a-Little          | 2003年7月13日 |
| 5（79）  | 男のジェラシー             | Lights, Camera, Relationship          | 2003年7月20日 |
| 6（80）  | ブレイクは別れのサイン!?   | Hop, Skip, and a Week                 | 2003年7月27日 |
| 7（81）  | 弱気な男のポストイット     | The Post-It Always Sticks Twice       | 2003年8月3日  |
| 8（82）  | 幸せはつかむもの           | The Catch                             | 2003年8月10日 |
| 9（83）  | 女の特権、シューズマジック | A Woman's Right to Shoes              | 2003年8月17日 |
| 10（84） | ハイスクールのカルテ       | Boy, Interrupted                      | 2003年8月24日 |
| 11（85） | うつろう男心               | The Domino Effect                     | 2003年9月7日  |
| 12（86） | 運命の人を求めて           | One                                   | 2003年9月14日 |
| 13（87） | 恋のファーストステップ     | Let There Be Light                    | 2004年1月4日  |
| 14（88） | ロマンスの定義             | The Ick Factor                        | 2004年1月11日 |
| 15（89） | 女のリミット               | Catch-38                              | 2004年1月18日 |
| 16（90） | 女の髪は命                 | Out of the Frying Pan                 | 2004年1月25日 |
| 17（91） | 冷める瞬間                 | The Cold War                          | 2004年2月1日  |
| 18（92） | 決断のとき                 | Splat!                                | 2004年2月8日  |
| 19（93） | 友情は永遠に…              | An American Girl in Paris (Part Une)  | 2004年2月15日 |
| 20（94） | しあわせ探しの末に         | An American Girl in Paris (Part Deux) | 2004年2月22日 |

## ストーリー

### 主要人物（ストーリー）
キャリー・ブラッドショー
ミスタービッグやエイダンショーとの大恋愛や多数のデートを経て、シーズン５ではコラムをまとめた本を出版するなど恋愛遍歴と共にキャリアを重ねていく。恋愛至上主義者として、彼女が辿り着く先には誰がいるのかが最終話の焦点となる。
シャーロット・ヨーク
シーズン3で出会った理想の王子様（だと思った）脳外科医、トレイ・マクドゥーガルと結婚する。すぐにでも子供が欲しいシャーロットはギャラリーをやめて専業主婦になるが、妊娠しにくい体であることが発覚。不妊治療についての考えでトレイと衝突し、すれ違いから離婚。シーズン6でトレイとの離婚調停を行った弁護士、ハリーと再婚。ユダヤ人のハリーと結婚するためユダヤ教に改宗までした。不妊症治療などで苦労した末に中国人の養子を迎え、その後自分の子も妊娠する。
ミランダ・ホッブス
以前つきあっていたスティーブの子供をアクシデントで妊娠し、一度は中絶を考えたが手術の直前で出産を決断する。シングルマザーで息子ブレイディ・ホッブスを出産し、仕事と子育ての両立に悩むがうまく立ち回るようになる。のちにスティーブと結婚。
サマンサ・ジョーンズ
ワンナイトスタンド主義の彼女は自由なセックスを楽しみ、セックスの1時間後は男に目の前から立ち去ってほしいと願っている。自分のセックス観、恋愛観と同じと感じていたホテル王リチャードをいつしか愛していたが、プレイボーイの彼を疑い続けて疲れ切ってしまい「あなたより自分のことを愛している」と言って彼の元を去る。
セクシーなウェイターで俳優志望のスミスに軽い気持ちで近づいたサマンサは、セックスを楽しむだけの関係を続けていた。俳優として彼をプロデュースしていくうちに彼の純粋な人柄に魅かれていき、いつしか彼の存在が大きいものになっていく。シーズン6終盤で豊胸手術を受けようとして乳がんが発覚。

### キャリーの関係者（ストーリー）
ミスター・ビッグ
富裕で洗練されているだけでなくミステリアスなビッグは、初対面からキャリーの憧れの男性だった。なぜか偶然の遭遇を何度も繰り返すキャリーをビッグはデートに誘う。順調に交際が進むかと思われたが結婚に1度失敗し、特定の恋人を持つ気のないビッグと恋愛観が大きく違うキャリーの交際は波乱の幕開けとなった。
以来、キャリーとビッグは別れと予期せぬ再会を繰り返す。
キャリーと出会ったときはバツイチだった。シーズン3で若い女性ナターシャと再婚するが、離婚。シーズン4でカリフォルニアのナパバレーに購入したぶどう園で静かに暮らすため、NYを離れる。キャリーとはいい友達になる。
エイダン・ショウ
自らが経営するショップでの展示会に訪れたキャリーと出会う。順調すぎる交際が続いていたが、ビッグとキャリーの浮気が原因でキャリーの元を去る。再会後、エイダンの事が忘れられないキャリーに口説かれる形でよりを戻す。2人は同棲をはじめ婚約するが、結婚する自分を受け入れきれないキャリーを前に、エイダンは去り、シーズン4で破局を迎える。
のちにインテリアデザイナーと結婚している。
ジャック・バーガー
バーガーの皮肉を含んだユーモアセンスと知的なうえに絶妙なチョイスの言葉がキャリーのツボでキャリーは出会ってすぐに彼に惹かれる。
キャリーは落ち込んでいた時に出逢ったこともありバーガーとすぐに意気投合。しかしバーガーの元恋人や同業種ならではの問題などが浮上し、2人の関係はぎくしゃくするようになる。バーガーとの関係を修復しようと努めるキャリーをよそに、バーガーはキャリーと距離をおくようになる。バーガーは最後の言葉をポストイットに残しキャリーとの交際に終止符をうつ。
アレクサンドル・ペトロフスキー
リッチで過剰なほどのロマンチストであり、クラシックな趣味を好むことから、交際当初は戸惑いながらもキャリーが彼に合わせることが多かった。
世界的に有名な現代アーティストであるペトロスフキーはパリでの個展にあわせて新作を発表することになっていた。新作が完成した彼はパリの個展開催を期に一緒にパリにきてほしいとキャリーを誘う。パリ行きを決意したキャリーは、『SEX and the CITY』の連載を辞め、親友たち、そしてNYに別れを告げる。
パリでキャリーを待っていたのは個展のことでナーバスになっているペトロフスキーで、結果的にキャリーは振り回される形になる。慣れない土地で埋めようのない孤独感にキャリーは苛まれる。そしてパリで2人は最終話を迎える。

### シャーロットの関係者（ストーリー）
トレイ・マクドゥガル
乗っていたタクシーにシャーロットがはねられそうになったのが2人の出会い。シャーロットとトントン拍子に結婚まで話が進みゴールインするが、トレイのEDなどセックスの相性を理由に3か月で別居する。努力の甲斐あり夫婦生活を営めるようになった2人は復縁し、赤ちゃんの誕生を夢みるがシャーロットの不妊症が発覚。トレイはシャーロットの希望を尊重し不妊症治療に協力するが、子作りは自然に任せたいという彼の思いに耳をかさず、エスカレートしていくシャーロットの行動についていけなくなり、すれ違いの果てに離婚を決意する。
ハリー・ゴールデンブラット
シャーロットがトレイとの離婚調停のために雇った弁護士。ハゲでデブで"野獣"の様な容貌を持ち、シャーロットの好みとは正反対のルックスだったが、熱烈なアプローチでシャーロットを射止める。ユダヤ教徒のハリーは、ユダヤ教徒としか結婚しないと決めていたため、シャーロットとの結婚は諦めていたが、シャーロットが改宗しシーズン6で結婚。ユダヤ教式の結婚式をあげた。

### ミランダの関係者（ストーリー）
スティーブ・ブレディ
スティーブが働くバーにミランダが客として訪れたことがきっかけで交際がスタート。順調だと感じていたミランダの想いとは逆に、安月給の自分と弁護士であるミランダとの生活レベルが違いすぎることに困惑し、ミランダに別れを告げる。
友人としての関係を経た後、2人はよりを戻しミランダの提案で同棲をはじめる。互いへの信頼が深まっていくのを感じていたが破局。2度目の別れはあまりにも子どもすぎるスティーブに嫌気がさしたミランダからだった。
その後ミランダと疎遠になっていたが、交際中のミランダからのアドバイスをもとに、自分のバーを開店する事に。バーのオープニングパーティにミランダを招待し再会、友人関係を続けることとなる。バー開店後に睾丸ガンが発覚し、手術で睾丸をひとつ失う。落ち込むスティーブを慰めるミランダと流れでSEXをしてしまい、ミランダを妊娠させてしまう。出産後はシングルマザーのミランダの力になり二人の子であるブレディの世話もよくするが、お互い違う人と付き合うようになる。しかしブレディの１歳の誕生日会で、スティーブを愛していることに気づいたミランダが愛を告白、シーズン6でミランダと結婚した。

### サマンサの関係者（ストーリー）
リチャード・ライト
ホテル王。出逢った当初は恋愛における価値観が合っているように思えたが、リチャードに夢中になっていくサマンサとあくまで自由恋愛主義者のリチャードのバランスは少しずつ崩れていく。
スミス・ジェロット
レストランのウエイター。ワンナイトラブ主義のサマンサに恋をする。サマンサのアドバイスで名前をジェリーからスミスに変更する。サマンサのプロデュース力で一躍スターへの階段を駆け上っていく。
マリア（ソニア・ブラガ）
サマンサと交際するレズビアンでアーティスト。付き合った当初は仲が良いが、自由奔放なサマンサは段々マリアの嫉妬や複雑さに疲れていく。